# Marty Ehrlich

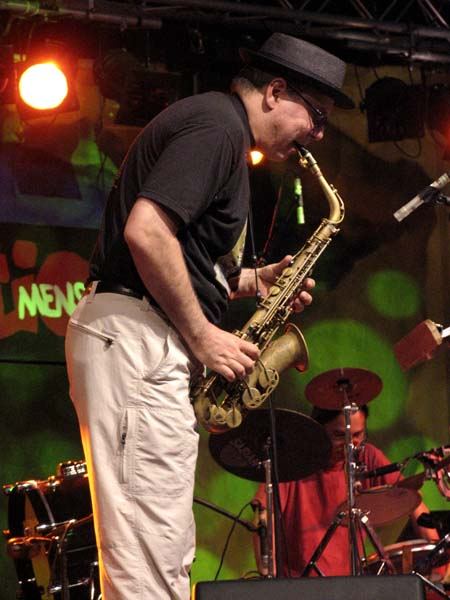
Marty Ehrlich beim Moers Festival 2004

Martin Lewis „Marty“ Ehrlich (* 31. Mai 1955 in St. Paul/Minnesota) ist ein US-amerikanischer Jazzsaxophonist, Klarinettist und Flötist.

## Leben und Wirken
Ehrlich wuchs in St. Louis auf, wo er unter dem Einfluss der Black Artists Group stand und am Album Under The Sun des Human Arts Ensemble mitwirkte. Von 1973 bis 1977 studierte er am New England Conservatory of Music in Boston u. a. bei George Russell, Jaki Byard, Joe Maneri und Gunther Schuller.
1978 ging er nach New York City, wo er drei Bands leitete: das The Marty Ehrlich Quartet, die The Traveler's Tales Group und das Dark Woods Ensemble. Daneben arbeitet er im Duo mit der Pianistin Myra Melford und im Trio C / D / E mit Andrew Cyrille und Mark Dresser. Er spielte auch Duo-Aufnahmen mit Muhal Richard Abrams, Mike Nock, Anthony Cox und John Lindberg ein. Auf über einhundert CDs ist er weiterhin als Sideman von Musikern wie Ray Anderson, Fontella Bass, Tim Berne, Anthony Braxton, Jaki Byard, John Carter, Joe Daley (The Seven Deadly Sins, 2010), Anthony Davis, Jack DeJohnette, James Emery, Peter Erskine, George Gruntz, Chico Hamilton, Julius Hemphill, Andrew Hill (Dusk, 1999), Robin Holcomb, Wayne Horvitz, Leroy Jenkins, Oliver Lake, Roscoe Mitchell, James Newton, Bobby Previte, Randy Sandke, Wadada Leo Smith, Mario Pavone (Song for (Septet), 1994) oder John Zorn zu hören.
Als Komponist arbeitete Ehrlich u. a. für das New York Composer's Orchestra, die Boston Jazz Composer's Alliance, das Lydian String Quartet, das Rova Saxophone Quartet, das Kitchen House Blend Orchestra, das New York String Trio und für die Pianistin Ursula Oppens. 1995 war er Composer in Residence am Isabella Stewart Gardner Museum in Boston, 2000 Peter Ivers Visiting Artist an der Harvard University.

## Diskographie
- The Welcome mit Anthony Cox, Pheeroan akLaff, 1984
- Pliant Pliant mit Stan Strickland, Anthony Cox, Bobby Previte, 1996
- The Traveller's Tale mit Stan Strickland, Lindsey Horner, Bobby Previte, 1990
- Side by Side mit Frank Lacy, Wayne Horvitz, Anthony Cox, Andrew Cyrille, 1991
- Emergency Peace mit Abdul Wadud, Muhal Richard Abrams, Lindsey Horner, 1991
- Can You Hear a Motion? mit Stan Strickland, Michael Formanek, Bobby Previte, 1994
- Just Before the Down mit Vincent Chancey, Erik Friedlander, Mark Helias, Don Alias, 1995
- New York Child mit Stan Strickland, Michael Cain, Michael Formanek, Bill Stewart, 1996
- Life Woods mit Erik Friedlander, Mark Helias, 1997
- Sojourn mit Erik Friedlander, Mark Helias, Marc Ribot, 1999
- Malinke's Dance mit Tony Malaby, Jerome Harris, Bobby Previte, 2000, OmniTone
- Song mit Uri Caine, Michael Formanek, Billy Drummond, Ray Anderson, 2001
- Line on Love mit Craig Taborn, Michael Formanek, Billy Drummond, 2003
- Trio Exaltation, Clean Feed Records, 2018